# Шахтёрская (посёлок)
Шахтёрская — упразднённый посёлок при станции в Борзинском районе Забайкальского края России. Входил в состав Шерловогорского городского поселения. Упразднен в 2005 году.

## География
Посёлок располагался у одноименной железнодорожной станции Забайкальской железной дороги, на расстоянии примерно 3 километров (по прямой) к североо-востоку от посёлка Шерловая Гора.

### Климат
Климат характеризуется как резко континентальный с продолжительной морозной и малоснежной зимой и тёплым (временами жарким), неравномерно увлажнённым летом. Средняя температура воздуха самого холодного месяца (января) составляет от −26 °C до −29 °C; средняя температура самого тёплого месяца (июля) — 19 — 21 °C. Среднегодовое количество атмосферных осадков составляет 250 — 310 мм.

## История
Возник в 1946 году в связи со строительством железнодорожной станции на участке Борзя — Карымская.
Постановлением Читинской облдумы от 31 января 2005 года № 628-ЗЧО посёлок при станции исключено из учётных данных.

## Население
Согласно результатам переписи 2002 года в поселке отсутствовало постоянное население